# Siebwirkungsgrad

Siebvorgang

Der Siebwirkungsgrad {\displaystyle \eta } (auch Siebgüte), ein Begriff der Verfahrenstechnik, beschreibt die Güte eines Trennprozesses mittels Sieb. Der Wirkungsgrad nimmt mit dem auf die Siebfläche bezogenen Durchsatz ab und hängt von vielen weiteren Faktoren ab (s. u.).
Es gibt verschiedene Definitionen für den Siebwirkungsgrad, eine davon lautet: 
{\displaystyle {\begin{alignedat}{2}\eta &={\frac {F_{d}}{F_{a}}}&&\cdot 100\,\%\\&={\frac {f_{a}-f_{g}}{(1-f_{g})f_{a}}}&&\cdot 100\,\%\\&\leq 1&&\cdot 100\,\%\end{alignedat}}}
mit
- f = Massenanteil des Siebfeinen in %, das ist jeweils die Masse F des Siebfeinen pro Gesamtmasse M:
  - Index a = in der Aufgabe
  - Index d = im Durchgang (Feingut)
  - Index g = im Überlauf (Grobgut).

Sofern keine Beschädigung am Siebboden vorliegt, ist fd üblicherweise 100 %:
{\displaystyle f_{d}=1\Leftrightarrow F_{d}=M_{d}}
d. h. durch das Sieb hindurch wird nur Siebfeines gefördert, aber kein Grobgut (vgl. Abb.); daher wird der Siebwirkungsgrad bei der Auslegung einer Maschine nur für das Grobgut berechnet.
In diesem Fall kann der Massenanteil des Siebfeinen im Überlauf maximal so groß sein wie in der Aufgabe:
{\displaystyle f_{g}\leq f_{a},}
nämlich wenn der Siebwirkungsgrad null beträgt:
{\displaystyle \eta =0\Rightarrow f_{g}=f_{a},}
und minimal null, nämlich wenn der Siebwirkungsgrad 100 % beträgt:
{\displaystyle \eta =1\Rightarrow f_{g}=0.}

Einflussfaktoren
- Durchsatz der Siebmaschine
- Art und Form des Siebbelags
- Maschinenkennziffer KV
- Feuchtigkeit des Siebguts.

## Herleitung
Bei der Herleitung der o. g. Formeln sind folgende Massenbilanzen hilfreich:
- für die Gesamtmasse: {\displaystyle M_{a}=M_{d}+M_{g}}
- für das Siebfeine:   {\displaystyle F_{a}=F_{d}+F_{g}}
- Kombination der beiden oberen Bilanzen ergibt für das Nicht-Siebfeine: {\displaystyle M_{a}-F_{a}=M_{g}-F_{g}} (üblicherweise gilbt {\displaystyle M_{d}-F_{d}=0,} s. o.).